# Kharta Čangri
Kharta Čangri (také Khartachangri nebo Kharta Changri) je hora vysoká 7 056 m n. m. (7 093 m dle jiných zdrojů) v pohoří Himálaj. Leží v Tibetské autonomní oblasti Čínské lidové republiky vzdálená 15,6 km severovýchodně od Mount Everestu.

## Prvovýstup
Prvovýstup provedli Edwin Kempson a Charles Warren na britské průzkumné expedici v roce 1935.